# Ramosch
Ramosch (, toponimo romancio; in tedesco Remüs) è una frazione di 485 abitanti del comune svizzero di Valsot, nella regione Engiadina Bassa/Val Müstair (Canton Grigioni), del quale è capoluogo.

## Geografia fisica
Ramosch è situato in Bassa Engadina, sul lato sinistro del fiume Inn; dista 56 km da Davos, 69 km da Sankt Moritz, 112 km da Coira e 192 km da Lugano. Il punto più elevato del territorio è la cima del Fluchthorn (3 399 m s.l.m.), sul confine con Galtür.

## Storia
Sulla cima arrotondata della Mottata (ca. 1,5 km a nord est del centro abitato) fra il 1956 e il 1958 fu portato alla luce un importante sito preistorico con tre suoli abitativi risalenti al medio e tardo bronzo (Cultura di Luco-Meluno) e all'età del ferro più recente (cultura di Fritzens-Sanzeno).
Durante il Medioevo Ramosch fu il principale centro dell'Engadina si trovava infatti all'incrocio della via transalpina attraverso la val Fenga (Fimbatal) e della strada della valle dell'Inn.
La sua chiesa, fondata nel VI secolo, fu la prima della regione e vi operò san Florin, la cui tomba fu meta di pellegrinaggio dalla sua morte, nel VII secolo, fino all'avvento della Riforma protestante, nel XVI secolo. Sono attestati numerosi signori di Ramosch, spesso in dipendenza o in conflitto con i vescovi di Coira, la loro sede era la fortezza di Tschanüff.
Già comune autonomo istituito nel 1851 e che si estendeva per 48,02 km², comprendeva anche la frazione di Vnà e gli insediamenti di Raschvella e Seraplana; il 1º gennaio 2013 è stato accorpato all'altro comune soppresso di Tschlin per formare il nuovo comune di Valsot, del quale Ramosch è il capoluogo.

## Monumenti e luoghi d'interesse

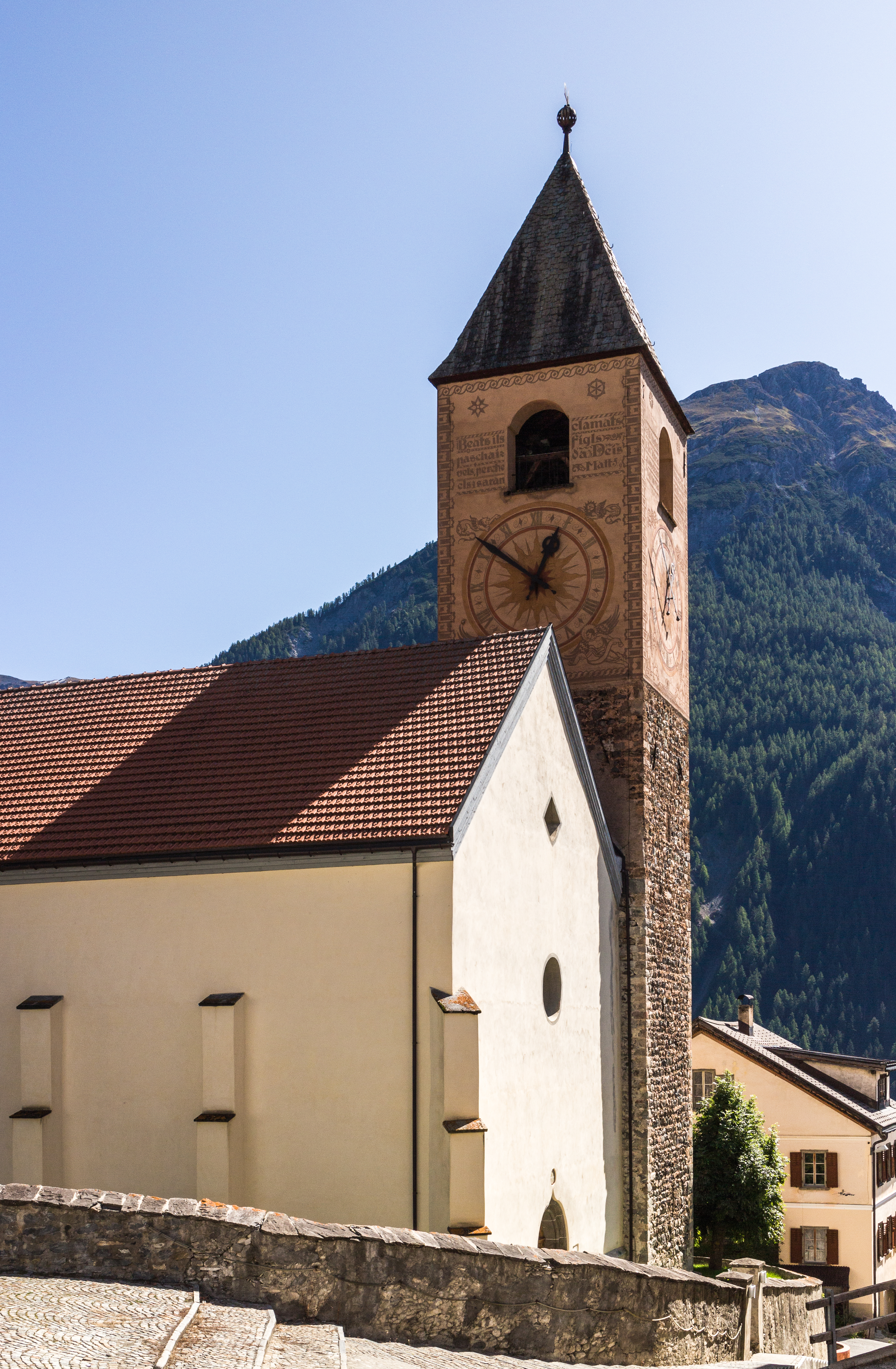
La chiesa riformata

- Chiesa riformata (già chiesa cattolica di San Florin), attestata dal VI secolo e ricostruita nel 1552 da Bernardo da Poschiavo[1];
- Rovine del castello di Tschanüff, eretto nel XII secolo, ampliato nei secoli successivi e abbandonato nel 1780[1][4].

## Società

### Evoluzione demografica
L'evoluzione demografica è riportata nella seguente tabella:
Abitanti censiti

## Economia
Considerato il granaio dell'Engadina, a Ramosch la campicoltura rivestì grande importanza fino al XX secolo e l'estensione dei terrazzi coltivati è ancora notevole. Dal Medioevo fu praticata anche la frutticoltura; all'inizio del XXI secolo l'allevamento del bestiame rappresentava il settore economico più importante. Alla ricerca di nuovi pascoli, nel tardo Medioevo la comunità di Ramosch si estese verso nord, oltre le creste montagnose; lo testimonia tuttora l'exclave nella val Fenga.

## Infrastrutture e trasporti
La stazione ferroviaria più vicina è quella di Scuol-Tarasp della Ferrovia Retica, sulla linea Pontresina-Scuol, distante 9,5 km.